# Tony Kanaan

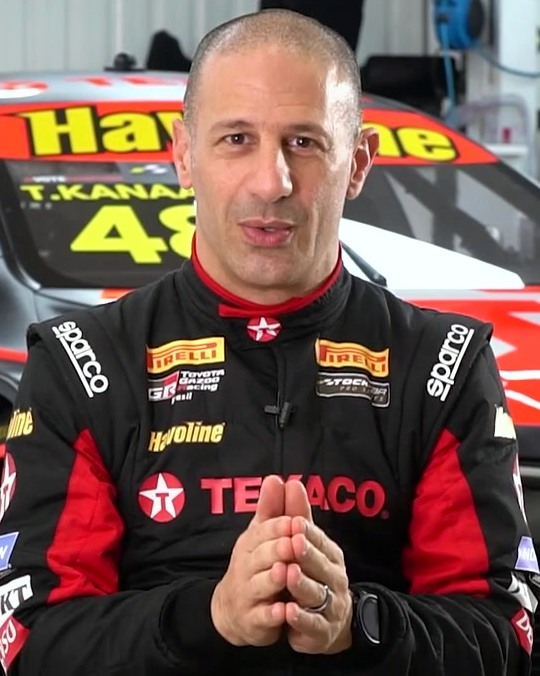
Tony Kanaan 2021

Antoine Rizkallah „Tony“ Kanaan Filho (* 31. Dezember 1974 in Salvador da Bahia) ist ein brasilianischer Automobilrennfahrer libanesischer Abstammung.
Kanaan gewann 1997 den Meistertitel der Indy Lights. Von 1998 bis 2002 war er in der CART-Serie aktiv. Er startet seit 2003 in der IndyCar Series, in der er 2004 die Meisterschaft gewann. 2013 gewann er das Indianapolis 500.

## Karriere

### Anfänge im Motorsport
Kanaan begann seine Motorsportkarriere 1985 im Kartsport, in dem er bis 1990 aktiv war. In seiner späteren Karriere nahm er weiterhin an einigen Kartrennen teil und gewann sechsmal das 500 Milhas de Granja Viana (1998, 2000, 2001, 2002, 2004, 2005). 1991 gab er sein Formelsportdebüt in der brasilianischen Formel Ford 1600 und wurde in seiner ersten Saison Sechster in der Gesamtwertung. Ein Jahr später trat er in der brasilianischen Formel Chevrolet an und belegte den fünften Gesamtrang in dieser Serie.
1993 wechselte Kanaan nach Europa und startete eine halbe Saison in der Formel Opel EuroSerie und klassifizierte sich auf den zehnten Gesamtrang. Außerdem nahm er an einem Rennen der italienischen Formel-3-Meisterschaft teil. 1994 gewann er den Meistertitel der italienischen Formel Alfa Boxer. 1995 wechselte er in die italienische Formel-3-Meisterschaft und belegte mit einem Sieg den fünften Platz im Gesamtklassement.
1996 kehrte Kanaan nach Amerika zurück und wechselte in die Indy Lights. Bei Tasman Motorsports wurde er Teamkollege von Hélio Castro-Neves, mit dem ihn eine langjährige Freundschaft verbindet. Er gewann zwei Rennen und wurde Vizemeister hinter dem Kanadier David Empringham. Außerdem trat er als Ersatz für Alexander Wurz bei zwei Rennen der ITC an. 1997 blieb Kanaan bei Tasman Motorsports in der Indy Lights und gewann mit 156 zu 152 Punkten den Meistertitel vor seinem Teamkollegen Castro-Neves.

### CART

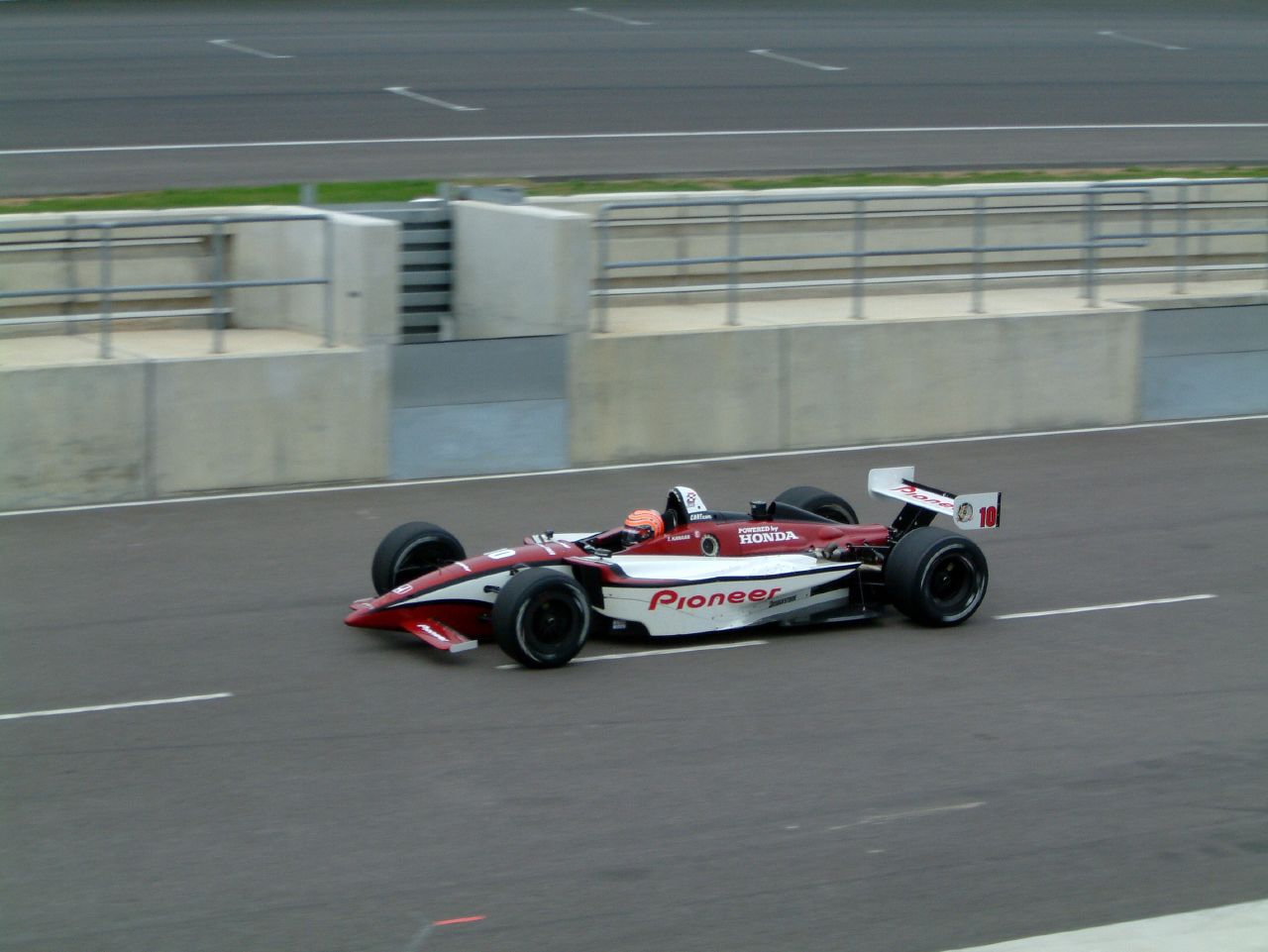
Kanaan 2002 auf dem Rockingham Motor Speedway

1998 blieb Kanaan bei Tasman Motorsports und trat erstmals in der CART-Serie an. Mit zwei dritten Plätzen als beste Resultate belegte er in seiner ersten Saison den neunten Gesamtrang. 1999 wechselte er zu Forsythe Racing und wurde Teamkollege von Greg Moore und Patrick Carpentier. Mit einem Sieg auf dem Michigan International Speedway beendete er die Saison einen Platz hinter Moore auf dem elften Platz in der Fahrerwertung. Überschattet wurde die Saison vom tödlichen Unfall Moores, der beim Saisonfinale tödlich verunglückte.
2000 wechselte er zu Mo Nunn Racing und wurde Teamkollege von Bryan Herta. Kanaan knüpfte nicht an die Erfolge aus der vorherigen Saison an und belegte am Saisonende den 19. Gesamtrang. 2001 bestritt Kanaan seine vierte CART-Saison und trat erneut für Mo Nunn Racing an. Er erzielte einen dritten Platz und wurde Neunter in der Gesamtwertung. Kanaan war schneller als sein Teamkollege Alex Zanardi, der nach seinem schweren Unfall, bei dem er beide Beine verlor, durch Casey Mears ersetzt wurde. 2002 blieb Kanaan bei Mo Nunn Racing, das in dieser nur ein Rennfahrzeug einsetzte. Zwar erzielte Kanaan in dieser Saison zwei dritte Plätze, am Saisonende verbesserte er aber nicht sein Ergebnis aus dem Vorjahr und beendete die Saison auf dem zwölften Gesamtrang.

### IndyCar Series
Nachdem er bereits in der Vorsaison für Mo Nunn Racing zum Indianapolis 500 gestartet war, wechselte er 2003 in die IndyCar Series zu Andretti Green Racing, wo er Teamkollege von Dan Wheldon wurde. Kanaan gewann ein Rennen und belegte am Saisonende vor seinem Teamkollegen, der Elfter wurde, den vierten Gesamtrang. 2004 blieb Kanaan bei Andretti Green Racing, das in dieser Saison neben ihm und Wheldon noch Herta und Dario Franchitti für die komplette Saison einsetzte. Kanaan entschied drei Rennen für sich und gewann mit 618 zu 533 Punkten den Meistertitel gegen Wheldon. Beim Indianapolis 500 erzielte er in dieser Saison als Zweiter seine bis lang beste Platzierung bei diesem Rennen. Außerdem absolvierte er als einziger Fahrer in seiner jede Rennrunde und beendete jedes Rennen, außer den Saisonauftakt, unter den besten fünf Piloten.

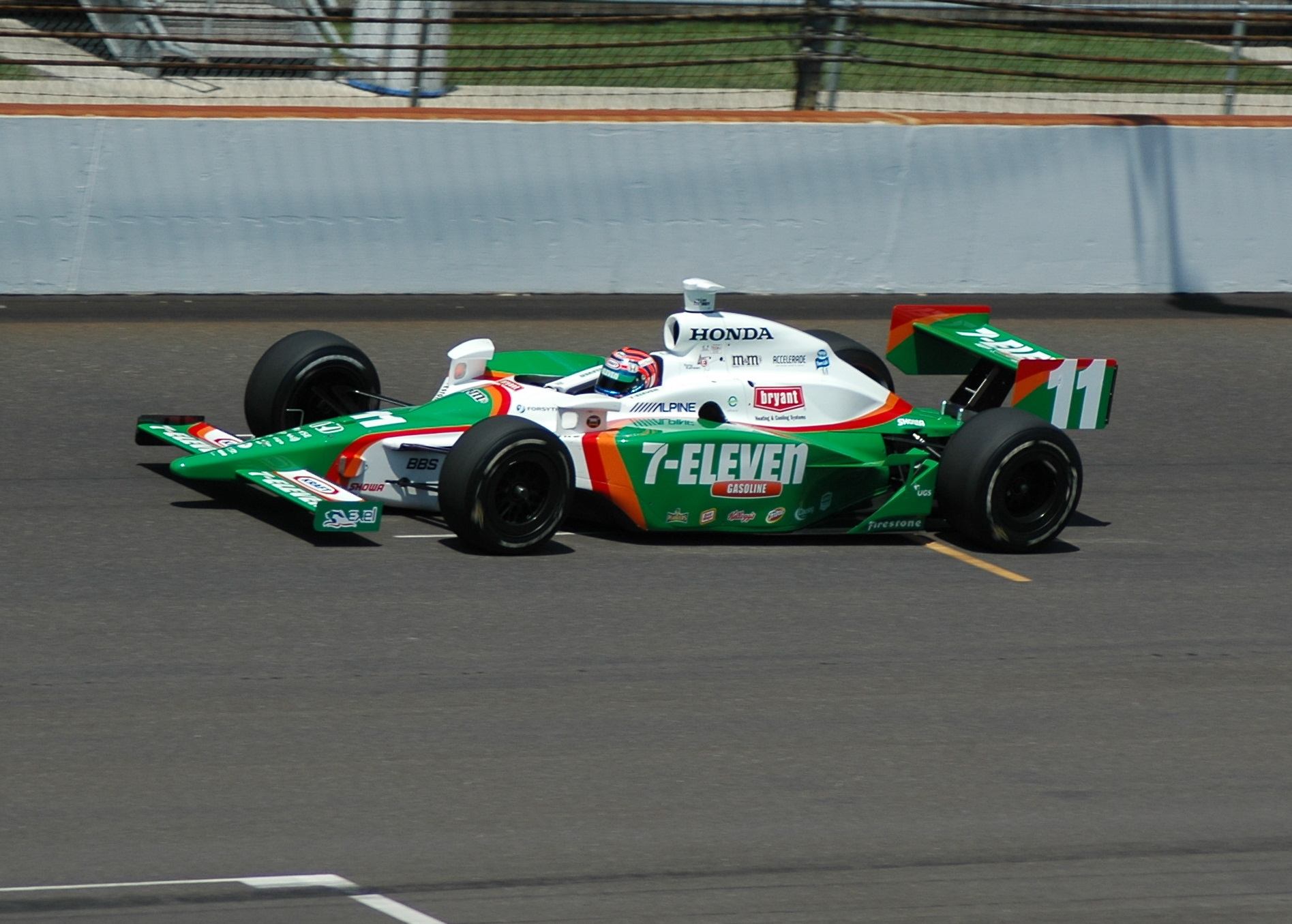
Tony Kanaan beim Training fürs Indianapolis 500 2007

In der Saison 2005 trat Andretti Green Racing mit derselben Fahrerbesetzung wie im Vorjahr an. Wie im Vorjahr duellierte er sich mit Wheldon um den Titel und musste dieses Mal seinem Teamkollegen den Vortritt lassen. Mit 628 zu 548 Punkten wurde Kanaan, der zwei Rennen gewonnen hatte, Vizemeister. Außerdem war er in diesem Jahr einer von fünf Testfahrern des Formel-1-Rennstalls BAR. 2006 bestritt Kanaan seine vierte Saison in der IndyCar Series für Andretti Green Racing. Sein größter Rivale, Wheldon, hatte das Team in Richtung Chip Ganassi Racing verlassen und war durch Marco Andretti ersetzt worden. Kanaan entschied ein weiteres Rennen für sich belegte am Saisonende als bester Andretti-Green-Pilot den sechsten Gesamtrang. 2007 erhielt Kanaan mit Danica Patrick, die für Herta ins Team kam, die erste weibliche Teamkollegin in seiner Karriere. Mit fünf Siegen entschied in dieser Saison kein Fahrer mehr Rennen für sich als Kanaan, für den Meistertitel reichte es jedoch nicht und er wurde am Saisonende hinter seinem Teamkollegen Franchitti, der den Meistertitel gewann, und Scott Dixon Dritter in der Fahrerwertung. Darüber hinaus nahm Kanaan 2007 an einem Rennen der Formel Nippon teil und startete zu drei Rennen der American Le Mans Series (ALMS) in der LMP2-Klasse für Andretti Green Motorsport. Er gewann einmal die LMP2-Wertung.
Nach dem Weggang von Franchitti, der durch Hideki Mutoh ersetzt worden war, wurde Kanaan 2008 zum teaminternen Nummer-eins-Piloten. Er erfüllte die Erwartungen und wurde vor Patrick bester Pilot seines Rennstalls. Am Saisonende belegte er mit einem Sieg abermals den dritten Platz in der Gesamtwertung. Darüber hinaus absolvierte er abermals zwei Rennen in der ALMS für Andretti Green Motorsport, von denen er eines gewann. 2009 waren drei dritte Plätze die besten Platzierungen Kanaans, der in der Gesamtwertung als zweitbester Andretti-Green-Pilot einen Platz hinter Patrick den sechsten Gesamtrang belegte. Es war seine erste IndyCar-Saison in der er kein Rennen gewann. 2010 bestritt Kanaan seine achte Saison in der IndyCar Series für Andretti Autosport, das ehemalige Andretti-Green-Team. In seinem Team wurde Mutoh durch Ryan Hunter-Reay ersetzt. Beim achten Rennen auf dem Iowa Speedway entschied er sein erstes Rennen seit 2008 für sich, in dem er seinen Freund und Landsmann Castroneves kurz vor Rennende überholte. Am Saisonende belegte er als bester Andretti-Pilot den sechsten Gesamtrang. Nach der Saison beendete Kanaans Hauptsponsor, 7-Eleven, die Zusammenarbeit mit ihm und Andretti. Kanaans Vertrag wurde daraufhin aufgelöst.

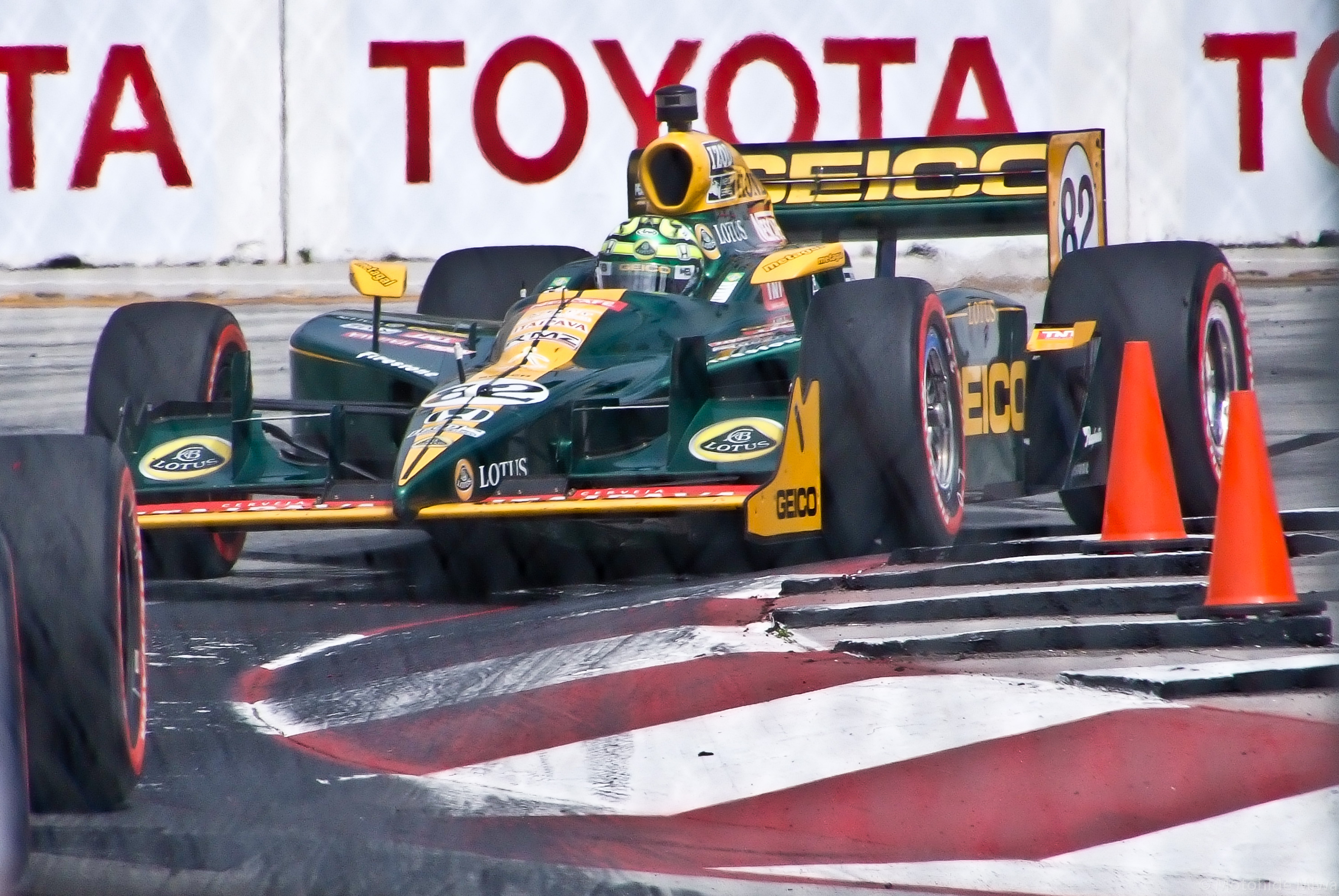
Kanaan im KV-Dallara beim IndyCar-Rennen in Long Beach 2011

Im Dezember 2010 verkündeten Kanaan und Gil de Ferran, dass Kanaan die Saison 2011 für de Ferrans Team de Ferran Dragon Racing bestreiten sollte. Im Februar 2011 gab Kanaan schließlich bekannt, dass ihm das Budget fehle, um an der Saison teilzunehmen. Eine Woche vor dem Saisonauftakt unterschrieb er schließlich einen Vertrag bei KV Racing Technology - Lotus. Bereits bei seinem ersten Rennen im neuen Team erzielte Kanaan als Dritter eine Podest-Platzierung. Bei der achten Veranstaltung in Newton beendete er als Zweiter ein weiteres Rennen auf dem Podium. In Baltimore kam Kanaan ein weiteres Mal auf dem dritten Platz ins Ziel. Zuvor war er im Warm-up in einen schweren Unfall verwickelt gewesen. Auf dem Las Vegas Motor Speedway führte Kanaan das Rennen von der Pole-Position startend an. Nach einem schweren Massenunfall, bei dem sein ehemaliger Teamkollege Dan Wheldon ums Leben kam, wurde das Rennen abgebrochen und nicht gewertet. Kanaan schloss die Saison als bester Pilot seines Teams auf dem fünften Platz der Gesamtwertung ab. 2012 absolvierte Kanaan eine weitere Saison für KV Racing Technology. Der Titelsponsor Lotus hatte sein Engagement vor der Saison beendet, da sich das Team für Chevrolet-Motoren entschieden hatte. Sein langjähriger Freund Rubens Barrichello wurde in dieser Saison zu einem seiner Teamkollegen. Beim Indianapolis 500 erzielte Kanaan als Dritter seine erste Podest-Platzierung der Saison. Bei den Ovalrennen in West Allis und Newton folgten mit einem zweiten und einem dritten Platz weitere Podest-Platzierungen. Mit dem neunten Gesamtrang wurde Kanaan bester Pilot seines Rennstalls. Darüber hinaus trat Kanaan als Gaststarter bei einem Rennen der Stock Car Brasil an.
2013 erhielt Kanaan bei KV Racing Technology mit Simona de Silvestro eine neue Teamkollegin. In St. Petersburg startete er mit einem vierten Platz in die Saison. Die nächsten drei Rennen erreichte er keine Top-10-Platzierung. Beim darauf folgenden Indianapolis ging Kanaan vom zwölften Platz ins Rennen. Er arbeitete sich sukzessive nach vorne und lag zwischenzeitlich in Führung. Als das Rennen drei Runden vor Schluss mit der gelben Flagge neutralisiert wurde, lag Kanaan vorne. Er gewann schließlich zum ersten Mal in seiner Karriere dieses Rennen. Bei den Ovalrennen in Fort Worth, Newton und Fontana erreichte er als Dritter weitere Podest-Platzierungen. Er beendete die Saison auf dem elften Gesamtrang und setzte sich mit 397 zu 362 Punkten gegen de Silvestro durch. Es war Kanaans erste vollständige Saison in der IndyCar Series, die er nicht in den Top 10 der Fahrerwertung beendete. Darüber hinaus bestritt er zwei Rennen in der Rolex Sports Car Series. Je eines in der Prototypen- und GT-Klasse.

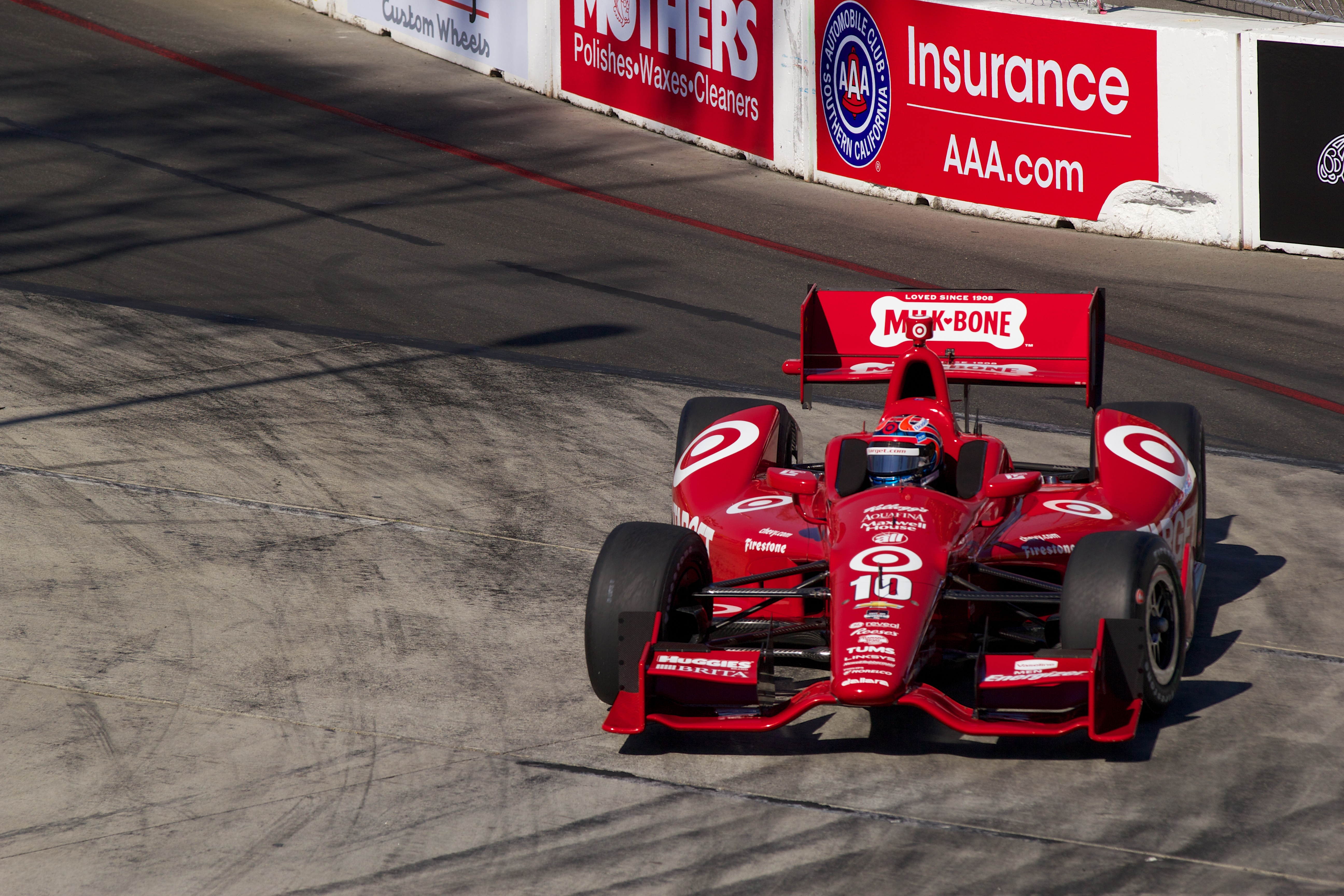
Kanaan 2014 in Long Beach

2014 wechselte Kanaan innerhalb der IndyCar Series zu Chip Ganassi Racing. Beim sechsten Rennen in Detroit erreichte er mit einem dritten Platz eine weitere Podest-Platzierung. Nach vier weiteren Podest-Platzierungen in den nächsten elf Rennen gelang es Kanaan beim Saisonfinale in Fontana, sein erstes IndyCar-Rennen für Ganassi zu gewinnen. Kanaan unterlag intern Dixon und schloss die Saison auf dem siebten Meisterschaftsplatz ab. Darüber hinaus nahm Kanaan 2014 für Ganassi an zwei Rennen der United SportsCar Championship (USCC) teil. 2015 blieb Kanaan in der IndyCar Series bei Ganassi. Beim Saisonauftakt in St. Petersburg wurde er Dritter, in Fort Worth und Fontana Zweiter. Während sein Teamkollege Dixon den Meistertitel gewann, erreichte Kanaan den achten Gesamtrang. In der United SportsCar Championship entschied Kanaan 2015 zusammen mit Dixon, Kyle Larson und Jamie McMurray für Ganassi das 24-Stunden-Rennen von Daytona für sich.
2016 absolvierte Kanaan seine dritte IndyCar-Saison für Ganassi. Der zweite Platz in Elkhart Lake war sein bestes Resultat. Eine Position hinter seinem Teamkollegen Dixon belegte Kanaan den siebten Rang in der Fahrerwertung.
Für die Saison 2018 musste Kanaan das Team von Chip Ganassi verlassen, weil es nur noch zwei Fahrzeuge einsetzte. Er wechselte zu A. J. Foyt Enterprises. Vor der Saison 2020 gab er bekannt, dass sie seine letzte sein werde und er nur bei den Ovalrennen startet. Sein bestes Ergebnis war ein neunter Platz in Newton. Im November gab er bekannt, dass er 2021 und 2022 weiterhin bei den Ovalrennen starten werde. Er kehrt dafür zu Chip Ganassi Racing zurück und übernimmt den Wagen von Jimmie Johnson, der auf einen Start bei Ovalrennen verzichtet. 2021 qualifizierte er sich beim Indy 500 für den fünften Startplatz und beendete das Rennen als Zehnter.

## Persönliches
Kanaan ist ein guter Freund des brasilianischen Formel-1-Rennfahrers Rubens Barrichello. Die beiden Fahrer tauschten am 28. Mai 2006 aus Spaß ihre Helme, so dass Kanaan mit Barrichellos Helm das Indianapolis 500 fuhr, während Barrichello mit Kanaans Helm den Großen Preis von Monaco absolvierte.
Außerdem ist er ein langjähriger Freund von Hélio Castroneves.
Tony Kanaan ist auch als Triathlet aktiv und er startete im November 2010 in Florida bei der Triathlon-Weltmeisterschaft auf der halben Ironman-Distanz (Ironman 70.3: 1,9 km Schwimmen, 90 km Radfahren und 21,1 km Laufen). 2011 erzielte er beim Ironman Hawaii eine Gesamtzeit von 12:52,40 Stunden und kam als 1486. von 1918 gestarteten Teilnehmern ins Ziel.
Kanaan ist zum zweiten Mal verheiratet. Aus jeder Ehe entstammt ein Sohn.

## Statistik

### Karrierestationen
- 1985–1990: Kartsport
- 1991: Brasilianische Formel Ford 1600 (Platz 6)
- 1992: Brasilianische Formel Chevrolet (Platz 5)
- 1993: Formel Opel EuroSerie (Platz 10)
- 1993: Italienische Formel 3
- 1994: Italienische Formel Alfa Boxer (Meister)
- 1995: Italienische Formel 3 (Platz 5)
- 1996: Indy Lights (Platz 2)
- 1996: ITCC
- 1997: Indy Lights (Meister)
- 1998: CART (Platz 9)
- 1999: CART (Platz 11)
- 2000: CART (Platz 19)
- 2001: CART (Platz 9)
- 2002: CART (Platz 12)
- 2002: Indy Racing League (Platz 50)
- 2003: IndyCar Series (Platz 4)
- 2004: IndyCar Series (Meister)
- 2005: IndyCar Series (Platz 2)
- 2005: Formel 1 (Testfahrer)
- 2006: IndyCar Series (Platz 6)
- 2007: IndyCar Series (Platz 3)
- 2007: Formel Nippon
- 2007: ALMS, LMP2 (Platz 10)
- 2008: IndyCar Series (Platz 3)
- 2008: ALMS, LMP2 (Platz 14)
- 2009: IndyCar Series (Platz 6)
- 2010: IndyCar Series (Platz 6)
- 2011: IndyCar Series (Platz 5)
- 2012: IndyCar Series (Platz 9)
- 2013: IndyCar Series (Platz 11)
- 2013: Rolex Sports Car Series, DP (Platz 39)
- 2014: IndyCar Series (Platz 7)
- 2014: USCC, Prototype (Platz 34)
- 2015: IndyCar Serie (Platz 8)
- 2015: USCC, Prototype (Platz 23)
- 2016: IndyCar Serie (Platz 7)
- 2017: IndyCar Serie (Platz 10)
- 2018: IndyCar Serie (Platz 16)
- 2019: IndyCar Serie (Platz 15)
- 2020: IndyCar Serie (Platz 24)
- 2021: IndyCar Serie (Platz 28)
- 2022: IndyCar Serie (Platz 26)
- 2023: IndyCar Serie (Platz 32)

### Einzelergebnisse in der IndyCar Series
| Jahr | Team                         | 1   | 2   | 3   | 4    | 5     | 6     | 7    | 8   | 9   | 10  | 11   | 12   | 13  | 14  | 15  | 16  | 17  | 18  | 19  | Punkte | Rang |
| ---- | ---------------------------- | --- | --- | --- | ---- | ----- | ----- | ---- | --- | --- | --- | ---- | ---- | --- | --- | --- | --- | --- | --- | --- | ------ | ---- |
| 2002 | Mo Nunn Racing               | HMS | PHX | FON | NZR  | INDY  | TXS   | PPI  | RIR | KAN | NSH | MIS  | KTY  | STL | CHI | TX2 |     |     |     |     | 2      | 50.  |
| 2002 | Mo Nunn Racing               |     |     | 28  |      |       |       |      |     |     |     |      |      |     |     |     |     |     |     |     | 2      | 50.  |
| 2003 | Andretti Green Racing        | HMS | PHX | MOT | INDY | TXS   | PPI   | RIR  | KAN | NSH | MIS | STL  | KTY  | NZR | CHI | FON | TX2 |     |     |     | 476    | 4.   |
| 2003 | Andretti Green Racing        | 4   | 1   | 14  | 3    | 2     | 2     | 5    | 4   | 9   | 16  | 2    | 6    | 18  | 6   | 3   | 14  |     |     |     | 476    | 4.   |
| 2004 | Andretti Green Racing        | HMS | PHX | MOT | INDY | TXS   | RIR   | KAN  | NSH | MIL | MIS | KTY  | PPI  | NZR | CHI | FON | TX2 |     |     |     | 618    | 1.   |
| 2004 | Andretti Green Racing        | 8   | 1   | 2   | 2    | 1     | 5     | 3    | 1   | 4   | 2   | 5    | 5    | 2   | 3   | 2   | 2   |     |     |     | 618    | 1.   |
| 2005 | Andretti Green Racing        | HMS | PHX | STP | MOT  | INDY  | TXS   | RIR  | KAN | NSH | MIL | MIS  | KTY  | PPI | SNM | CHI | WGL | FON |     |     | 548    | 2.   |
| 2005 | Andretti Green Racing        | 3   | 3   | 2   | 6    | 8     | 3     | 19   | 1   | 19  | 4   | 4    | 20   | 3   | 1   | 5   | 2   | 2   |     |     | 548    | 2.   |
| 2006 | Andretti Green Racing        | HMS | STP | MOT | INDY | WGL   | TXS   | RIR  | KAN | NSH | MIL | MIS  | KTY  | SNM | CHI |     |     |     |     |     | 388    | 6.   |
| 2006 | Andretti Green Racing        | 11  | 3   | 3   | 5    | 11    | 7     | 18   | 5   | 12  | 1   | 4    | 5    | 11  | 7   |     |     |     |     |     | 388    | 6.   |
| 2007 | Andretti Green Racing        | HMS | STP | MOT | KAN  | INDY  | MIL   | TXS  | IOW | RIR | WGL | NSH  | MDO  | MIS | KTY | SNM | DET | CHI |     |     | 576    | 3.   |
| 2007 | Andretti Green Racing        | 5   | 3   | 1   | 15   | 12*   | 1     | 2    | 16  | 4   | 4   | 18   | 4    | 1   | 1*  | 4   | 1   | 6   |     |     | 576    | 3.   |
| 2008 | Andretti Green Racing        | HMS | STP | MOT | LBH  | KAN   | INDY  | MIL  | TXS | IOW | RIR | WGL  | NSH  | MDO | EDM | KTY | SNM | DET | CHI | SRF | 513    | 3.   |
| 2008 | Andretti Green Racing        | 8   | 3   | 5   |      | 2     | 29    | 3    | 5   | 18  | 1*  | 3    | 4*   | 7   | 9   | 8   | 3   | 3   | 4   | 21  | 513    | 3.   |
| 2009 | Andretti Green Racing        | STP | LBH | KAN | INDY | MIL   | TXS   | IOW  | RIR | WGL | TOR | EDM  | KTY  | MDO | SNM | CHI | MOT | HMS |     |     | 386    | 6.   |
| 2009 | Andretti Green Racing        | 5   | 3   | 3   | 27   | 19    | 8     | 14   | 6   | 8   | 17  | 21   | 3    | 10  | 8   | 13  | 11  | 4   |     |     | 386    | 6.   |
| 2010 | Andretti Autosport           | SAO | STP | ALA | LBH  | KAN   | INDY  | TXS  | IOW | WGL | TOR | EDM  | MDO  | SNM | CHI | KTY | MOT | HMS |     |     | 453    | 6.   |
| 2010 | Andretti Autosport           | 10  | 10  | 8   | 5    | 3     | 1132  | 6    | 1   | 21  | 4   | 12   | 17   | 7   | 5   | 4   | 7   | 3   |     |     | 453    | 6.   |
| 2011 | KV Racing Technology - Lotus | STP | ALA | LBH | SAO  | INDY  | TXS   | TXS  | MIL | IOW | TOR | EDM  | MDO  | NHA | SNM | BAL | MOT | KTY | LSV |     | 366    | 5.   |
| 2011 | KV Racing Technology - Lotus | 3   | 6   | 8   | 22   | 423   | 11    | 5    | 19  | 2   | 26  | 4    | 5    | 22  | 28  | 3   | 17  | 17  | C   |     | 366    | 5.   |
| 2012 | KV Racing Technology         | STP | ALA | LBH | SAO  | INDY  | DET   | TXS  | MIL | IOW | TOR | EDM  | MDO  | SNM | BAL | FON |     |     |     |     | 351    | 9.   |
| 2012 | KV Racing Technology         | 25  | 21  | 4   | 13   | 38    | 6     | 11   | 2   | 3   | 4   | 18   | 6    | 10  | 20  | 18  |     |     |     |     | 351    | 9.   |
| 2013 | KV Racing Technology         | STP | ALA | LBH | SAO  | INDY  | DET   | DET  | TXS | MIL | IOW | POC  | TOR  | TOR | MDO | SNM | BAL | HOU | HOU | FON | 397    | 11.  |
| 2013 | KV Racing Technology         | 4   | 13  | 20  | 21°  | 1°12  | 13    | 12°  | 3   | 10  | 3   | 13°  | 5    | 24  | 24  | 13° | 15  | 21  | 24  | 3°  | 397    | 11.  |
| 2014 | Target Chip Ganassi Racing   | STP | LBH | ALA | IMS  | INDY  | DET   | DET  | TXS | HOU | HOU | POC  | IOW  | TOR | TOR | MDO | MIL | SNM | FON |     | 544    | 7.   |
| 2014 | Target Chip Ganassi Racing   | 6   | 18  | 9   | 10   | 26°23 | 3     | 9    | 6   | 13  | 10  | 11*  | 3*   | 3   | 2   | 21  | 3°  | 13° | 1°  |     | 544    | 7.   |
| 2015 | Chip Ganassi Racing Teams    | STP | NOL | LBH | ALA  | IMS   | INDY  | DET  | DET | TXS | TOR | FON  | MIL  | IOW | MDO | POC | SNM |     |     |     | 431    | 8.   |
| 2015 | Chip Ganassi Racing Teams    | 3   | 6   | 5   | 13   | 7     | 26°   | 20   | 13  | 2°  | 6°  | 2°   | 6°   | 21° | 5   | 19° | 4°  |     |     |     | 431    | 8.   |
| 2016 | Chip Ganassi Racing Teams    | STP | PHO | LBH | ALA  | IMS   | INDY  | DET  | DET | ROA | IOW | TOR  | MDO  | POC | TXS | WGL | SNM |     |     |     | 461    | 7.   |
| 2016 | Chip Ganassi Racing Teams    | 9   | 4   | 6   | 8    | 25    | 4°18  | 9    | 7   | 2   | 7   | 4°   | 12   | 9°  | 3°  | 19  | 13  |     |     |     | 461    | 7.   |
| 2017 | Chip Ganassi Racing Teams    | STP | LBH | ALA | PHO  | IMS   | INDY  | DET  | DET | TXS | ROA | IOW  | TOR  | MDO | POC | STL | WGL | SNM |     |     | 403    | 10.  |
| 2017 | Chip Ganassi Racing Teams    | 12  | 15  | 7   | 6    | 20    | 5°7   | 15   | 10  | 2°  | 21  | 9    | 19   | 16  | 5°  | 16  | 20  | 16  |     |     | 403    | 10.  |
| 2018 | A. J. Foyt Enterprises       | STP | PHO | LBH | ALA  | IMS   | INDY  | DET  | DET | TXS | ROA | IOW  | TOR  | MDO | POC | STL | POR | SNM |     |     | 312    | 16.  |
| 2018 | A. J. Foyt Enterprises       | 11  | 8   | 8   | 18   | 14    | 25°10 | 14   | 7   | 21  | 14  | 17   | 6°   | 18  | 17  | 13  | 11  | 12  |     |     | 312    | 16.  |
| 2019 | A. J. Foyt Enterprises       | STP | COA | ALA | LBH  | IMS   | INDY  | DET  | DET | TXS | ROA | TOR  | IOW  | MDO | POC | STL | POR | LAG |     |     | 304    | 15.  |
| 2019 | A. J. Foyt Enterprises       | 15  | 12  | 18  | 19   | 20    | 916   | 15   | 22  | 16  | 21  | 17   | 10   | 20  | 8   | 3   | 12  | 16  |     |     | 304    | 15.  |
| 2020 | A. J. Foyt Enterprises       | TXS | IMS | ROA | ROA  | IOW   | IOW   | INDY | STL | STL | MDO | MDO  | IMS  | IMS | STP |     |     |     |     |     | 106    | 24.  |
| 2020 | A. J. Foyt Enterprises       | 10  |     |     |      | 18    | 11    | 1923 | 9   | 19  |     |      |      |     |     |     |     |     |     |     | 106    | 24.  |
| 2021 | Chip Ganassi Racing          | ALA | STP | TXS | TXS  | IMS   | INDY  | DET  | DET | ROA | MDO | NSH  | IMS  | STL | POR | LAG | LBH |     |     |     | 96     | 28.  |
| 2021 | Chip Ganassi Racing          |     |     | 11  | 15   |       | 105   |      |     |     |     |      |      | 13  |     |     |     |     |     |     | 96     | 28.  |
| 2022 | Chip Ganassi Racing          | STP | TXS | LBH | ALA  | IMS   | INDY  | DET  | ROA | MDO | TOR | IOW1 | IOW2 | IMS | NSH | GAT | POR | LAG |     |     | 78     | 26.  |
| 2022 | Chip Ganassi Racing          |     |     |     | 36°  |       |       |      |     |     |     |      |      |     |     |     |     |     |     |     | 78     | 26.  |
| 2023 | Arrow McLaren SP             | STP | TXS | LBH | ALA  | IMS   | INDY  | DET  | ROA | MDO | TOR | IOW1 | IOW2 | NSH | IMS | GAT | POR | LAG |     |     | 18     | 32.  |
| 2023 | Arrow McLaren SP             |     |     |     | 16L9 |       |       |      |     |     |     |      |      |     |     |     |     |     |     |     | 18     | 32.  |

| Farbe      | Bedeutung                                          |
| ---------- | -------------------------------------------------- |
| Gold       | Sieger                                             |
| Silber     | 2. Platz                                           |
| Bronze     | 3. Platz                                           |
| Grün       | 4. und 5. Platz                                    |
| Hellblau   | 6. bis 10. Platz                                   |
| Dunkelblau | Rennen beendet (außerhalb der ersten zehn Piloten) |
| Violett    | Rennen nicht beendet                               |
| Rot        | nicht qualifiziert (DNQ)                           |
| Schwarz    | disqualifiziert (DSQ)                              |
| Weiß       | nicht am Start (DNS)                               |
| Weiß       | zurückgezogen (WD)                                 |
| Weiß       | Rennen abgesagt (C)                                |
| Blanko     | nicht teilgenommen                                 |
| Blanko     | nicht erschienen (DNA)                             |
| Blanko     | verletzt oder krank (INJ)                          |
| Blanko     | ausgeschlossen (EX)                                |

Anmerkungen
1. ↑  Fand am selben Tag wie der Toyota Grand Prix of Long Beach statt.
2. ↑  Fand am selben Tag wie der Indy Japan 300 statt.
3. ↑  Es wurden keine Punkte vergeben.

### Le-Mans-Ergebnisse
| Jahr | Team                       | Fahrzeug | Teamkollege     | Teamkollege  | Platzierung | Ausfallgrund |
| ---- | -------------------------- | -------- | --------------- | ------------ | ----------- | ------------ |
| 2017 | Ford Chip Ganassi Team USA | Ford GT  | Dirk Müller     | Joey Hand    | Rang 22     |              |
| 2018 | Ford Chip Ganassi Racing   | Ford GT  | Harry Tincknell | Andy Priaulx | Rang 30     |              |

### Sebring-Ergebnisse
| Jahr | Team                                   | Fahrzeug      | Teamkollege       | Teamkollege | Platzierung            | Ausfallgrund |
| ---- | -------------------------------------- | ------------- | ----------------- | ----------- | ---------------------- | ------------ |
| 2007 | Andretti Green Racing Inc.             | Acura ARX-01a | Marino Franchitti | Bryan Herta | Rang 2 und Klassensieg |              |
| 2014 | Chip Ganassi Racing with Felix Sabates | Riley Mk.XXVI | Scott Dixon       | Sage Karam  | Rang 6                 |              |